# アフリカ系フランス人
フランスへのアフリカ移民は、アフリカ生まれあるいはアフリカ系の祖先を持つフランスの国民および住民を含む。

## 人口統計
フランス国立統計経済研究所（INSEE）は、530万人の外国生まれの移民と650万人の移民2世がフランスに居住していて、全人口の19%に当たると推定している。この1180万人のうち、およそ500万人がアフリカ系移民であった。

## 移民の流れ
2008年の全ての移民の42.9%（90,582人）のうち、アフリカからの人々が最大の地域グループである。これらの統計はマグリブからの26.6%を含んでいる 。

### 国別
| 国               | % 移民 2008 | % 移民 2007 | % 移民 2006 | % 移民 2005 | % 移民 2004 |
| ---------------- | ----------- | ----------- | ----------- | ----------- | ----------- |
| アルジェリア     | 11.2%       | 12.0%       | 14.1%       | 14.0%       | 15.2%       |
| カメルーン       | 1.9%        | 1.9%        | 2.1%        | 2.1%        | 2.0%        |
| コートジボワール | 1.5%        | 1.6%        | 1.8%        | 1.7%        | 1.9%        |
| マリ             | 2.1%        | 1.3%        | 1.4%        | 1.2%        | 1.2%        |
| モロッコ         | 11.1%       | 9.5%        | 9.4%        | 10.4%       | 11.4%       |
| セネガル         | 1.7%        | 1.8%        | 1.7%        | 1.7%        | 1.9%        |
| チュニジア       | 4.3%        | 4.4%        | 4.5%        | 4.5%        | 4.7%        |

## 現在の出身国別の移民人口
| 出身国 (2008)        | %    | N         |
| アフリカ             | 42.5 | 2 271 231 |
| アルジェリア         | 13.4 | 713 334   |
| モロッコ             | 12.2 | 653 826   |
| チュニジア           | 4.4  | 234 669   |
| その他のアフリカの国 | 12.5 | 669 401   |

## 著名な人物

### 文学
- アルベール・カミュ、作家、アルジェリア系

### 政治
- コフィ・ヤムニャンヌ（英語版）、元大臣、元議員、元市長、元ブルターニュ評議会議員
- ラマ・ヤド、元大臣

### スポーツ
- マルセル・デサイー、サッカー選手、ガーナ系
- ジネディーヌ・ジダン、サッカー選手、アルジェリア系
- パトリック・ヴィエラ、サッカー選手、セネガル系
- パトリス・エブラ、サッカー選手、セネガル系
- スティーヴ・マンダンダ、サッカー選手、DRコンゴ系
- サミル・ナスリ、サッカー選手、アルジェリア系
- カリム・ベンゼマ、サッカー選手、アルジェリア系
- ポール・ポグバ、サッカー選手、ギニア系
- キリアン・エムバペ、サッカー選手、カメルーン系・アルジェリア系
- シーク・コンゴ、総合格闘家、DRコンゴ・ブルキナファソ系
- クリスチャン・ムプンボ、総合格闘家、DRコンゴ
- クラリス・アグベニュー、柔道家、トーゴ系